# Anaea grandis
Anaea grandis är en fjärilsart som beskrevs av Druce 1877. Anaea grandis ingår i släktet Anaea och familjen praktfjärilar. Inga underarter finns listade i Catalogue of Life.